# Servicio Meteorológico Nacional (Estados Unidos)
El Servicio Meteorológico Nacional (en inglés: National Weather Service, o por sus siglas NWS; conocido anteriormente como la Oficina de Meteorología o Weather Bureau) es una de las seis agencias científicas que conforman la Oficina Nacional de Administración Oceánica y Atmosférica (NOAA) del gobierno federal de los Estados Unidos. Tiene como tarea ofrecer las «predicciones y avisos de las condiciones meteorológicas, hidrológicas y climáticas en los Estados Unidos, sus territorios, las aguas adyacentes y áreas oceánicas, para la protección de la vida y la propiedad y la mejora de la economía nacional». Esto se hace a través de un conjunto de centros nacionales y regionales, y más de 122 oficinas de pronóstico del tiempo local (WFOs). Dado que la NWS es una agencia del gobierno, la mayoría de sus productos están en el dominio público y está disponible de forma gratuita.

## Organizaciones

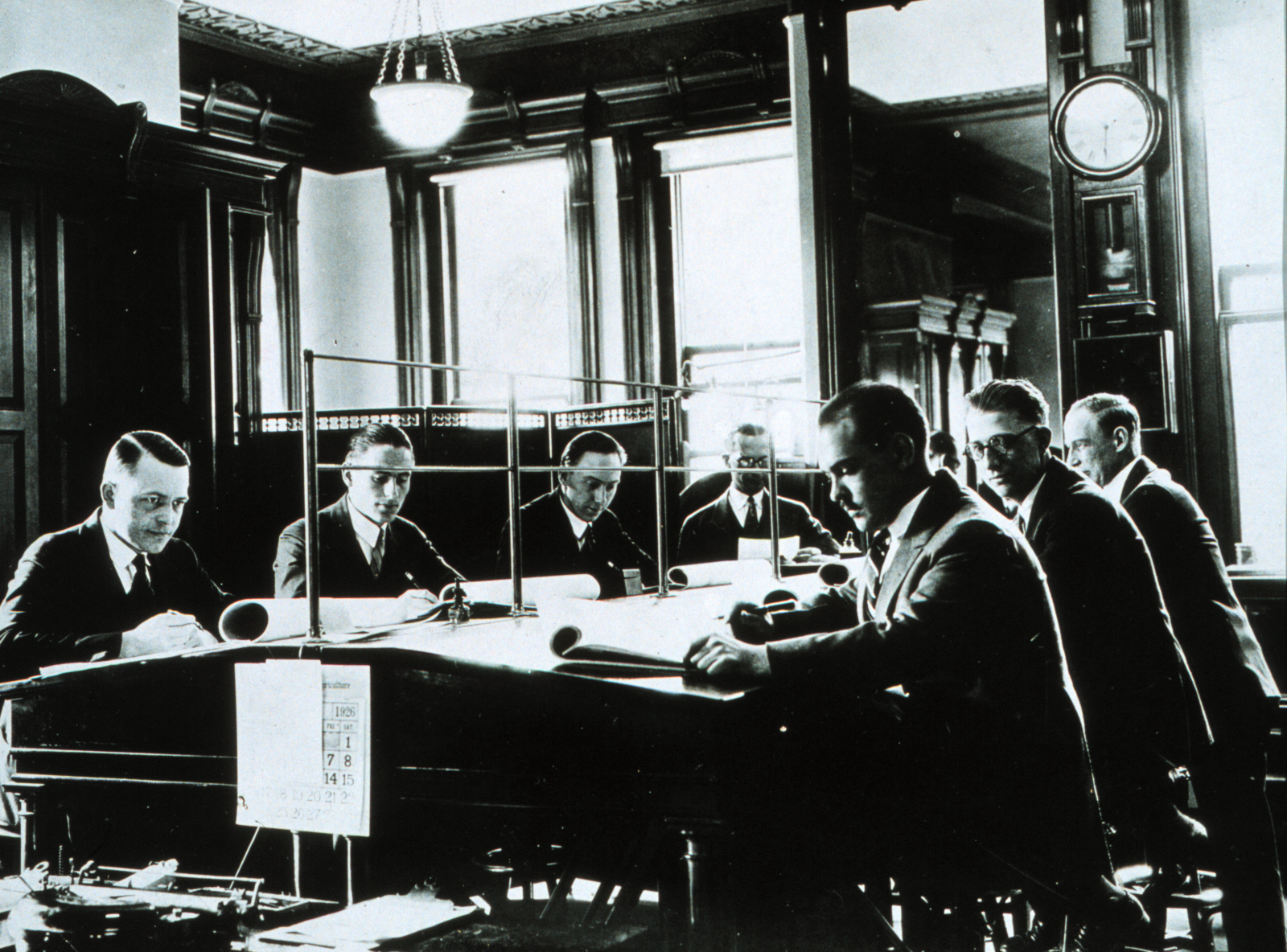
Meteorólogos preparando un pronóstico a principios del.

- Servicio Meteorológico Nacional (NWS)
  - Jefe de Información
  - Centros Nacionales de Predicción Ambiental (NCEP)
    - Centro de Aviación de Meteorología (AWC)
    - Centro de Predicción Climática (CPC)
    - Centro de Modelamiento Ambiental (CEM)
    - Centro de Predicción de Hidrometeorología (HPC)
    - Centro de Predicción del Océano (OPC)
    - NCEP Central de Operaciones
    - Centro de Predicción del Clima del Espacio (SWPC)
    - Centro de Predicción Tormentas (CPE)
    - Centro de Predicción Tropical (TPC)
      - Centro Nacional de Huracanes (NHC)
      - Subdivisión de Análisis Tropical y Previsión (TAFB)
      - Subdivisión de Apoyo Técnico (TSB)

  - Director Financiero
  - Sistemas operativos
  - Hidrológica Desarrollo
  - Ciencia y Tecnología
    - Programas y Planes
    - Laboratorio de Desarrollo de Meteorología (MDL)

  - Servicios Meteorológicos del Clima y el Agua
  - 6 Regiones
    - 122 Oficinas de Pronóstico del Tiempo (WFOs)
    - 21 Dependencias del Centro de Servicio Meteorológico (CWSU)
    - 13 Centros de Pronóstico del Río (RFC)
    - Centro de Alerta contra los Tsunamis en el Pacífico (PTWC)

  - Grupo de Meteorología Espacial (SMG)

## Controversia
Aunque, por lo general es una de las principales organizaciones de meteorología más respetadas en los Estados Unidos, el Servicio Meteorológico Nacional ha sido percibida por algunos, en particular, por los libertarios y los servicios meteorológicos comerciales, como AccuWeather, al tener una competencia desleal con el sector privado. En 2005, el senador Rick Santorum (R-PA) presentó la Ley de Derechos del Servicio Meteorológico Nacional de 2005, un proyecto de ley destinado a limitar la capacidad de la NWS al proporcionar datos que podrían ser dados fácilmente a distribuidores comerciales, pero a un costo. El proyecto de ley fue ampliamente criticado por los usuarios de los servicios del NWS. El proyecto de ley no tuvo éxito durante la comisión del período de sesiones de 2005.